# Пласенсійська діоцезія
Пласенсі́йська діоце́зія (лат. Dioecesis Placentina in Hispania; Diócesis de Plasencia) — діоцезія римського обряду Католицької церкви в Іспанії, з центром у місті Пласенсія.  Входить до складу Меридо-Бадахоської церковної провінції. Суфраганна діоцезія Меридо-Бадахоської архідіоцезії. Заснована 1189 року. Голова — єпископ Пласенсійський. Центральний храм — Пласенсійський собор.  Площа — 10,000 км². Населення — 272,654 ос.; з них католики — 266,724 ос. (97.8%). Чинний голова — Амадео Родрігес Марго, єпископ Пласенсійський.

## Єпископи
- Амадео Родрігес Марго

## Статистика
Згідно з «Annuario Pontificio» і Catholic-Hierarchy.org:
| Рік  | Населення | Населення | Населення | Священики | Священики | Священики | Священики           | Диякони | Ченці    | Ченці | Парафії |
| Рік  | католики  | загалом   | %         | загалом   | секулярні | ченці     | вірних на священика | Диякони | чоловіки | жінки | Парафії |
| ---- | --------- | --------- | --------- | --------- | --------- | --------- | ------------------- | ------- | -------- | ----- | ------- |
| 1950 | 334.000   | 335.000   | 99,7      | 225       | 200       | 25        | 1.484               |         | 45       | 450   | 168     |
| 1970 | 325.000   | 325.000   | 100,0     | 307       | 261       | 46        | 1.058               |         | 111      | 665   | 166     |
| 1976 | 310.000   | 310.000   | 100,0     | 228       | 188       | 40        | 1.359               |         | 70       | 532   | 204     |
| 1990 | 268.000   | 273.100   | 98,1      | 200       | 170       | 30        | 1.340               |         | 49       | 466   | 201     |
| 1999 | 271.646   | 273.687   | 99,3      | 201       | 170       | 31        | 1.351               |         | 44       | 416   | 201     |
| 2000 | 270.915   | 271.720   | 99,7      | 210       | 166       | 44        | 1.290               |         | 56       | 419   | 201     |
| 2001 | 271.026   | 274.644   | 98,7      | 189       | 158       | 31        | 1.434               |         | 51       | 406   | 201     |
| 2002 | 270.494   | 274.561   | 98,5      | 204       | 173       | 31        | 1.325               |         | 48       | 433   | 201     |
| 2003 | 270.463   | 275.793   | 98,1      | 180       | 172       | 8         | 1.502               |         | 27       | 435   | 201     |
| 2004 | 266.724   | 272.654   | 97,8      | 179       | 171       | 8         | 1.490               |         | 38       | 408   | 201     |
| 2013 | 270.100   | 279.100   | 96,8      | 172       | 155       | 17        | 1.570               |         | 44       | 349   | 200     |
| 2016 | 261.853   | 273.172   | 95,9      | 177       | 160       | 17        | 1.479               |         | 31       | 329   | 200     |